# Regis (musicien)
Karl O'Connor, mieux connu sous le nom de scène Regis, est un compositeur britannique de musique électronique et gérant de label discographique. Il cofonde avec Peter Sutton (alias Female) le label Downwards Records en 1993, puis le collectif Sandwell District en 2002.

## Biographie
O'Connor commence à faire de la musique au début des années 1990 et fonde Downward Records avec Sutton en 1993 dans la région de Halesowen, à Birmingham,,. Il fonde la société de distribution Integrale Muzique en 1996 avec Sutton et Antonio Soares-Vieira. Le premier EP Montreal de Regis comprend le titre industriel hypnotique Speak to Me. D'autres sorties de cette période incluent le double vinyle Gymnastics et l'EP Application of Language, tous deux caractérisés par une electronica minimale et hard.
En 2000, Downwards poursuit son approche peu orthodoxe de la dance en sortant une série de singles 7 pouces. Il s'agit d'une collection de boucles bruitistes, de cut-ups et de death pop industrielle, dont le Suicide-esque A Man Has Responsibilities de O'Connor, sous le nom de Diversion Group. L'année 2000 voit également la sortie de Againstnature sur le label berlinois Tresor. Enregistré avec la collaboration de Peter Sutton sous son vrai nom, l'album est un exemple de techno brute, couplée à des enregistrements de terrain organiques.
O'Connor rejoint d'autres artistes tels que Silent Servant, Female et Function (Dave Sumner) au sein du collectif/label international de techno Sandwell District en 2002,. O'Connor et Sumner travaillent également ensemble en tant que DJ de club sous le nom de Sandwell District,. Il collabore également avec Juan Mendez (Silent Servant/Tropic of Cancer) sous le nom de Sandra Electronics, avec Sumner sous le nom de Portion Reform. et avec l'ancien batteur de Napalm Death Mick Harris sous le nom d'Ugandan Speed Trials. L'une des collaborations entre O'Connor et Harris a lieu dans le cadre de l'exposition mixte Narcissus Trance à la Event Gallery de Londres en juin 2010, explorant les idées de Marshall McLuhan sur l'interaction entre la technologie et l'humanité. O'Connor est crédité en tant que « producteur exécutif » sur l'album Negative Fascination de son ancien collègue du label Sandwell District, Silent Servant.

## Discographie

### Albums studio
- 1996 : Gymnastics (Downwards Records)
- 1998 : Delivered Into the Hands of Indifference (Downwards Records)
- 2000 : Regis (Downwards Records)
- 2001 : Penetration (Downwards Records)
- 2012 : Death Head Said (Downwards Records)

### Singles
- 1996 : We Said No (Downwards Records)
- 1998 : Untitled (Downwards Records)
- 1998 : Facilities (Downwards Records)
- 1999 : Divine Ritual (Downwards Records)
- 1999 : Blood Into Gold (Downwards Records)
- 2012 : Ital (Downwards Records)
- 2014 : DN 51 (Downwards Records)